# 류호쿠정
류호쿠정(일본어: 竜北町)은 일본 구마모토현 중부에 있던 정이다. 
2005년 10월 1일에 인접했던 미야하라정과 신설합병해, 히카와정이 되어 소멸하였다.

## 역사
- 1954년 4월 1일 - 야쓰시로군 노즈촌, 요시노촌, 와카시마촌이 신설합병해 류호쿠촌이 성립하였다.
- 1974년 4월 1일 - 정으로 승격해, 류호쿠정이 되었다.
- 2005년 10월 1일 - 미야하라정과 신설합병해 히카와정이 성립하였다. 동일 류호쿠정은 폐지되었다.

## 교통

### 도로
- 국도 3호선

## 참고 문헌
- 角川日本地名大辞典編纂委員会, 『角川日本地名大辞典 43 熊本県』1987, 角川書店